# Боннэт, Грэм
Грэм Боннэт (англ. Graham Bonnet; 23 декабря 1947, Скегнес, Линкольншир, Англия) — британский рок-вокалист, автор песен. Участник групп Marbles, Rainbow, Michael Schenker Group, Impellitteri, Alcatrazz, Anthem, Forcefield, Blackthorne и других. 
Грэм Боннет сформировал дуэт The Marbles вместе со своим двоюродным братом Тревором Гордоном в 1968 году. Они выпустили номер под названием «Only One Woman», написанный Bee Gees, который вошёл в Top-5 синглов в Великобритании в том же году.
Когда их кратковременная слава прошла, Боннет продолжал петь джинглы для телевизионной рекламы. В 1977 году певец выпустил сольный альбом. Он прошёл незамеченным в Великобритании, но дал ему Top-5 хит в Австралии с кавер-версией песни Боба Дилана «It's All Over Now, Baby Blue». В следующем году он записал австралийский хит № 1 с другой песней Bee Gees «Warm Ride», которая хорошо использовала его четырехоктавный диапазон.
В мае 2022 года под вывеской Graham Bonnet Band выпущен очередной сольный альбом - Day out in Nowhere

## Дискография
The Marbles
- 1970 — The Marbles
- 1970 — The Marbles Featuring Graham Bonnet
- 1994 — Marble-ized
- 2003 — The Marbles

Rainbow
- 1979 — Down to Earth

Michael Schenker Group
- 1982 — Assault Attack
- 2006 — Tales Of Rock’n’Roll

Alcatrazz
- 1983 — No Parole from Rock N' Roll
- 1984 — Live Sentence Rocshire
- 1985 — Disturbing the Peace
- 1986 — Dangerous Games
- 2010 — Live '83
- 2010 — No Parole from Rock 'n' Roll Tour Live in Japan 1984.1.28 Audio Tracks
- 2010 — Disturbing the Peace Tour Live in Japan 1984.10.10 Audio Tracks
- 2020 — Born Innocent

Forcefield
- 1989 — Forcefield III: To Oz And Back
- 1990 — Forcefield IV: Let The Wild Run Free

Anthem
- 2001 — Heavy Metal Anthem

Impellitteri
- 1988 — Stand In Line
- 2002 — System X

Blackthorne
- 1993 — Afterlife
- 2016 — Don’t Kill The Thrill

Iain Ashley Hersey
- 2005 — The Holy Grail'

Taz Taylor Band
- 2006 — «Welcome To America!»

Сольные альбомы
- 1977 — Graham Bonnet
- 1978 —  No Bad Habits
- 1981 — Line-Up
- 1991 — Here Comes The Night
- 1996 — Underground
- 1999 — The Day I Went Mad
- 2014 — Star Voice
- 2018 — Meanwhile, Back In The Garage
- 2022 — Day out in Nowhere

## Видео с участием Боннэта
- 1975 Three For All (performer)
- 1980 Rainbow — Monsters Of Rock, Donington '80 (performer)
- 1984 «Alcatrazz — Live sentence » (feat. Yngwie Malmsteen)
- 1985 «Alcatrazz — Live» (feat. Steve Vai)
- 1985 Rainbow — The Final Cut (performer)
- 1987 «Impellitteri - Stand in Line (performer)
- 1988 «Impellitteri — The Power Station» (performer)
- 2003 Wind In The Willows — A Rock Concert '91 (performer)
- 2006 Rainbow — In Their Own Words (interviewee)